# Tokyo Mirage Sessions ♯FE
Tokyo Mirage Sessions #FE (幻影異聞録♯FE Gen'ei Ibunroku Shāpu Efuī) es un videojuego crossover del género RPG desarrollado por Atlus y publicado por Nintendo para la consola Wii U. Está basado en la saga Shin Megami Tensei de la compañía Atlus y Fire Emblem de Intelligent Systems. El juego salió a la venta el 26 de diciembre de 2015 en Japón, mientras que su lanzamiento en occidente fue el 24 de junio de 2016. El modo de juego utiliza un sistema de combate por turnos en el que los personajes se fusionan con seres conocidos como "Mirages" para luchar contra los enemigos, empleando una variedad de ataques y habilidades, incluyendo la creación de los ataques combinados con múltiples personajes, llamados "sessions".
El juego tiene lugar en la actual Tokio, con localizaciones reales, como Shibuya y Harajuku. Tokio se ha visto envuelta por los ataques de una dimensión alternativa llamada Ionosfera, llevados a cabo por seres conocidos como "Mirages" que cosechan una energía llamada Performa a través de los humanos. La historia se centra en un grupo de jóvenes que se convierten en aliados de Mirages amistosos por casualidad, y son reclutados por Fortuna Entertainment: una agencia de talentos de puertas para afuera, pero también una organización encargada de la prevención de invasiones de la Ionosfera.
Tokyo Mirage Sessions #FE fue propuesto por primera vez en 2010 por el productor de Nintendo, Kaori Ando como un crossover entre las franquicias Fire Emblem y Pokémon. Después de ser reelaborado como un crossover entre Fire Emblem y Shin Megami Tensei, se presentó a Atlus. Aunque al principio se mostraba reticente a este proyecto, Atlus acordó la colaboración, resultando gran parte de los primeros trabajos el decidir su género y la mejor manera de fusionar ambas series, mientras se crea un juego original. El juego comenzó su plena producción en 2013, y fue tan solo dos meses después de comenzarse el desarrollo cuando se anunció como una de las colaboraciones de thirds-partys para Wii U.

## Modo de juego
Tokyo Mirage Sessions #FE es un juego de rol que combina elementos tanto de la serie de RPG Shin Megami Tensei como de la serie táctica Fire Emblem. Esto se ve en gran medida en los personajes principales, que se funden con Mirages basados en personajes de Fire Emblem durante la batalla. Por ejemplo, el protagonista, Itsuki, se funde con el Mirage Chrom, uno de los principales protagonistas de Fire Emblem: Awakening. Fuera de batalla, los jugadores pueden interactuar con otros personajes, visitar tiendas, y acceder a un sistema de mensajería de texto. Al explorar mazmorras, los jugadores pueden atacar a los enemigos directamente en el terreno para aturdirlos, lo que les permite tener una ventaja en la batalla o también evitarla por completo. Las batallas en el juego incorporan elementos de ambos juegos, incluyendo la mecánica de armas cuerpo a cuerpo basada en el triángulo de armas de Fire Emblem y las propiedades elementales de Shin Megami Tensei. Aparte de las distintas habilidades que cada miembro del grupo posee, algunas habilidades desencadenan ataques de sesión en los que todos los miembros del equipo realizan un ataque combinado. Durante estas sesiones, se puede llamar al ataque a subpersonajes, y dos personajes juntos pueden activar las técnicas combinadas. A diferencia de la mayoría de los títulos de Wii U, el juego no es compatible con el modo de juego Off-TV.

## Desarrollo
Este videojuego fue anunciado oficialmente el 23 de enero de 2013, como parte de una presentación de Nintendo Direct. El tráiler mostró artworks de los personajes de ambas series, revelando al final la colaboración entre ambas compañías, siendo su primer trabajo en conjunto.

## Recepción
- Datos: Q7497192